# Михаило Тошић
Михаило Тошић (Београд, 25. фебруар 1937 — Београд, 7. септембар 2019) био је српски и југословенски новинар, театролог, критичар, универзитетски предавач и један од оснивача позоришта ДАДОВ.

## Биографија
Као млад новинар и касније у својству уредника реализовао је емисије на Првом програму те на Програму 202 Радио Београда.
Емисије и редакција у којима је Тошић радио су „Вечерас заједно“, „Вечерња ревија жеља“ и „Зелени мегахерц“.
Био је заменик главног и одговорног уредника Другог и Првог програма Радио Београда те одговорни уредник Забавно-хумористичке редакције. Касније је радио је као главни и одговорни уредник програма Београд 202.
Тошић је предавао радио-новинарство на Факултету политичких наука.
Он је кооснивач омладинског позоришта ДАДОВ. Обављао је функцију управника позоришта у периоду 1964—1970.
О ДАДОВ-у је написао књигу сећања Дух Дадова.
Радио је на преко 30 представа у продукцији ДАДОВ-а, у својству глумца или редитеља.
Неке од представа у којима је учествовао су ЕЛЕКТРА 69 (1968, Атеље 212), Завереници (1964, ДАДОВ), Протекција (1970, Народно позориште Тимочке крајине - Центар за културу Зоран Радмиловић), Хајде да се играмо (1970, Народно позориште Тимочке крајине - Центар за културу Зоран Радмиловић) и Крокодил (1978, Позориште 'Бошко Буха').
Аутор је дугометражног документарног филма Тамо где снови почињу (2007) који се бави историјатом омладинског позоришта ДАДОВ.